# وقتی که من زیباترین بودم
وقتی که من زیباترین بودم (انگلیسی: When I Was the Most Beautiful؛ کره‌ای: 내가 가장 예뻤을때) یک مجموعه تلویزیونی محصول کره جنوبی سال ۲۰۲۰ با بازی ایم سو هیانگ، جی سو، ها سوک جین و هوانگ سونگ اون است. این مجموعه داستان زنی که هنرمند سرامیک است و عاشق دو برادر می‌شود را روایت می‌کند. وقتی که من زیباترین بودم توسط ره‌مونگ‌ره‌این سی‌او. لیمیتد برای ام‌بی‌سی تولید شده‌است و از ۱۹ اوت تا ۱۵ اکتبر ۲۰۲۰، روزهای دوشنبه و سه‌شنبه ساعت ۲۱:۳۰ (کی‌اس‌تی) از ام‌بی‌سی پخش شد.